# Porzana
Porzana – rodzaj ptaków z rodziny chruścieli (Rallidae).

## Zasięg występowania
Rodzaj obejmuje gatunki występujące w Ameryce, Eurazji i Australii, zimą także w Afryce.

## Morfologia
Długość ciała 19–25 cm, rozpiętość skrzydeł 27–42 cm; masa ciała 51–147 g.

## Systematyka

### Etymologia
- Porzana: epitet gatunkowy Rallus porzana Linnaeus, 1758; lokalne weneckie nazwy Porzana, Sforzana i Sporzana dla małych chruścieli[5].
- Galeolimnas: gr. γαλεος galeos „łasica” (tj. kasztanowaty i biały); łac. limnas „wodnik”, od gr. λιμνας limnas „z bagna”, od λιμνη limnē „bagno”[6]. Nazwa zastępcza dla Porzana Vieillot, 1816 ze względu na puryzm.

### Podział systematyczny
Do rodzaju należą następujące gatunki:
- Porzana carolina (Linnaeus, 1758) – kureczka karolińska
- Porzana porzana (Linnaeus, 1766) – kropiatka
- Porzana fluminea Gould, 1843 – kureczka australijska